# Caino
Caino (lombardul: Caì) település Olaszországban, Lombardia régióban, Brescia megyében. Lakosainak száma 2157 fő (2023. január 1.). Caino Agnosine, Lumezzane, Nave, Serle és Vallio Terme községekkel határos.

## Népesség
A település népességének változása:
| Lakosok száma | 2161 | 2130 | 2157 |
|               | 2017 | 2018 | 2023 |